# Иорданская улица
Иорданская улица (укр. Йорданська вулиця) — улица в Оболонском районе города Киева, жилой массив Оболонь. Пролегает от проспекта Степана Бандеры до улицы Маршала Малиновского.
Прилегают улицы Приозёрная, Александра Архипенко, Оболонская площадь.

## История
Запроектирована в 1960-е годы под названием Восточная. В период 1970—2016 годов носила название в честь венгерского политического деятеля-интернационалиста Лайоша Гавро. Застройка улицы начата в 1973 году. В сентябре — ноябре 2015 года Киевская горгосадминистрация провела общественное обсуждения по переименованию улицы Лайоша Гавро в улицу Владимира Поляченко. Учитывая результаты общественного обсуждения, комиссия по вопросам наименований постановила рекомендовать название улицы Иорданская, от названия близлежащего Иорданского озера. В соответствии с законом о декоммунизации, решением Киевского городского головы № 125/1 от 19 февраля 2016 года («О переименовании бульвара, улиц, площади и переулков в городе Киеве») улица Лайоша Гавро была переименована в Иорданскую улицу.